# Les Griffes du dragon
 (mars 2017).
Si vous disposez d'ouvrages ou d'articles de référence ou si vous connaissez des sites web de qualité traitant du thème abordé ici, merci de compléter l'article en donnant les références utiles à sa vérifiabilité et en les liant à la section « Notes et références ».
Les Griffes du dragon (Dragon's Teeth) est un roman écrit en 1942 par Upton Sinclair.
L'œuvre a remporté le prix Pulitzer du roman en 1943. L'action est située dans la période comprise entre les années 1929 et 1934, et couvre la prise de pouvoir de l'Allemagne par les nazis au cours des années 1930.